# Robert Ritter

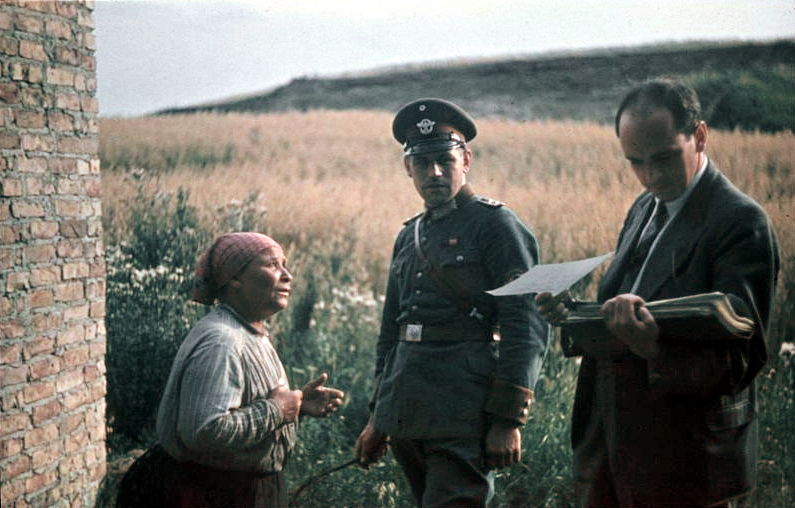
Robert Ritter (rechts) bei der „Erfassung der Zigeuner“. Bild der RHF (ca. 1936–1940)

Eugen Max Robert Ritter (* 14. Mai 1901 in Aachen; † 17. April 1951 in Oberursel) war ein deutscher Psychiater und nationalsozialistischer Rassentheoretiker („Zigeunerforscher“), der die Rassenhygienische Forschungsstelle (RHF) leitete und nach 1945 Obermedizinalrat der Stadt Frankfurt am Main war. Ritter ist als Leiter der RHF einer der bekanntesten Schreibtischtäter des Porajmos. Die RHF erarbeitete etwa 24.000 „gutachtliche Äußerungen“, in denen die Untersuchten als „Voll-Zigeuner“, „Zigeuner-Mischling“ oder „Nicht-Zigeuner“ eingeteilt wurden. Diese Gutachten bildeten die Grundlage für Zwangsmaßnahmen gegen Roma bis hin zur Deportation in das „Zigeunerlager Auschwitz“.

## Leben

### Jugend und Schulzeit

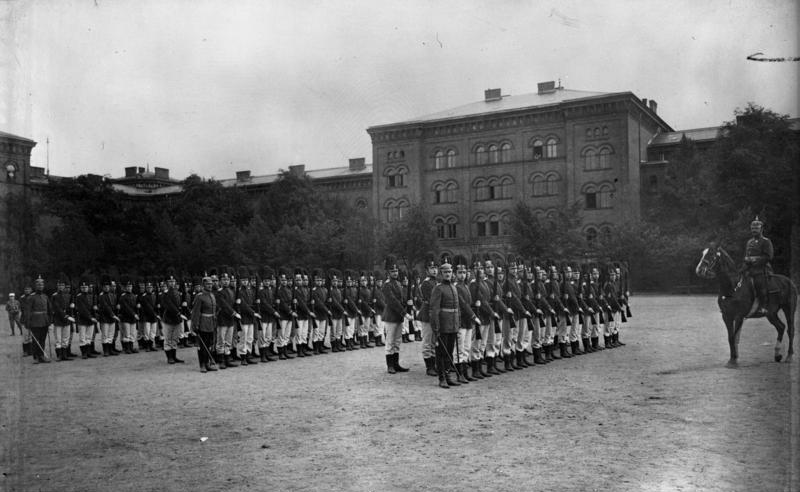
Parade der Hauptkadettenanstalt Berlin-Lichterfelde 1911. Hier ging Ritter von 1916 bis 1918 zur Schule.

Der 1901 in Aachen geborene Robert Ritter war das erste Kind des Kapitänleutnants Max Ritter und seiner Ehefrau Martha, geborene Gütschow. Seine beiden Schwestern wurden 1903 und 1905 geboren. Im Beruf des Vaters wird die Ursache für häufige Wohnort- und Schulwechsel Ritters vermutet.

### Politische und berufliche Biografie
Ritter änderte seinen Lebenslauf in den drei Epochen Weimarer Republik, Nationalsozialismus und frühe Bundesrepublik nach jeweiliger politischer Opportunität.
Nach dem Ende des Ersten Weltkriegs schloss sich Ritter 1918 zunächst einem oberschlesischen Freikorps an. Er studierte dann Pädagogik, Psychologie, Philosophie und Medizin in Bonn, Tübingen, Marburg, München, Berlin, Heidelberg und Oslo. 1923 beteiligte er sich am Ruhrkampf. 1927 promovierte er mit der Arbeit Das geschlechtliche Problem in der Erziehung. Versuch einer Sexualpädagogik auf psychologischer Grundlage. 1930 folgte seine medizinische Dissertation mit dem Titel Zur Frage der Vererbung der allergischen Diathese.
1931 und 1932 war Ritter an der kinderpsychiatrischen Abteilung der Psychiatrischen Universitätsklinik Zürich tätig.
Von 1932 bis 1935 war der Schüler von Robert Eugen Gaupp Oberarzt in der Jugendabteilung der Psychiatrie an der Universität Tübingen, wo er unter anderem für die Begutachtung von schwer erziehbaren Jugendlichen zuständig war. Dort entwickelte er rassistische und eugenische Theorien über die biologischen Grundlagen von sozialer Auffälligkeit, die seiner Karriere im NS-Staat förderlich waren. 1935 publizierte er einen Beitrag in der Zeitschrift Volk und Rasse über Rothaarigkeit als rassenhygienisches Problem. Im selben Jahr übernahm er einen Forschungsauftrag der Deutschen Forschungsgemeinschaft (DFG) zur Untersuchung der biologischen Grundlagen von „Asozialen“, Obdachlosen und „Zigeunern“ im Reichsgesundheitsamt in Berlin.

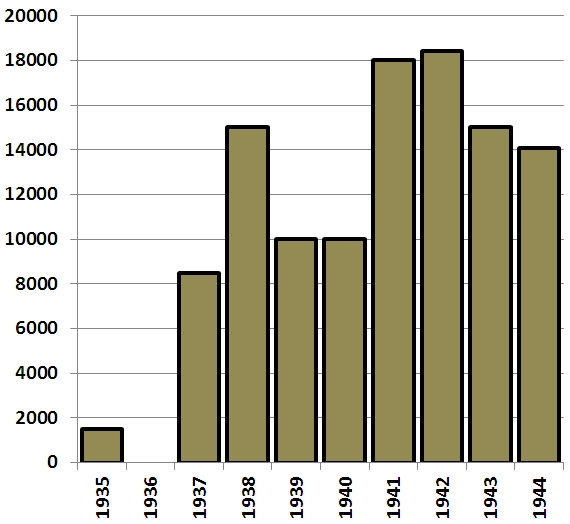
Jährliche Förderung Ritters durch die Deutsche Forschungsgemeinschaft (in Reichsmark), hinzu kam noch die Bereitstellung von Geräten.

Im August 1936 übernahm er die Leitung der neu gegründeten „Rassenhygienischen und Bevölkerungsbiologischen Forschungsstelle im Reichsgesundheitsamt“. Seine Stellvertreterin wurde Eva Justin. 1937 habilitierte er sich mit der Arbeit Ein Menschenschlag. Erbärztliche und erbgeschichtliche Untersuchungen über die durch 10 Geschlechterfolgen erforschten Nachkommen von ‚Vagabunden, Jaunern und Räubern‘. Darin vertrat er die These vom „geborenen Verbrecher“, also von der genetischen Bedingtheit kriminellen und asozialen Verhaltens. Ritter berief sich für seine Arbeiten auf Schweizer Gewährsleute, wozu wohl auch Josef Jörger mit der Arbeit über die Familie Zero gehörte.
Tobias Joachim Schmidt-Degenhard weist in seiner Dissertationsschrift Robert Ritter (1901–1951). Zu Leben und Werk des NS-„Zigeunerforschers“ nach, dass Ritter in zahlreichen Textstellen die gleichen Ideen vertritt und sehr ähnliche Formulierungen benutzt wie Hermann Aichele in seiner 1911 ebenfalls in Tübingen geschriebenen Dissertation Die Zigeunerfrage mit besonderer Berücksichtigung Württembergs. Aicheles Arbeit findet sich weder im Literaturverzeichnis noch wird sonst auf sie hingewiesen.
Ritter erhielt 1935 aufgrund einer Empfehlung Ernst Rüdins vom Reichsgesundheitsministerium den Auftrag, „eine gründliche rassenkundliche Erfassung und Sichtung aller Zigeuner und Zigeunermischlinge durchzuführen“. „Diese Untersuchungen sind in engster Zusammenarbeit mit dem Reichskriminalpolizeiamt und der Münchner Zigeuner-Polizeizentrale in vollem Gange“, schrieb Ritter 1938. Er befand: „Je reinrassiger die Zigeuner sind, umso besser lassen sie sich überwachen“. Ferner schrieb er: „Diese Familien wären am besten, nachdem sie in Wanderhöfen gesammelt und gesichtet wurden, von der Polizei in geschlossenen Kolonien unterzubringen. Ein familiäres Zusammenleben wäre dort nur nach vorangegangener Sterilisation der noch Fortpflanzungsfähigen zu gestatten.“ Und: „Nicht umsonst hat man sie als ‚Wilde‘, als noch unterentwickelte ‚Naturmenschen‘ bezeichnet und hat darauf hingewiesen, daß sie unbeherrscht, rücksichtslos und grausam ‚wie Kinder‘ sind, weswegen man wiederum in diesen und anderen Zusammenhängen gerne davon spricht, daß sie noch auf der Kindheitsstufe der Menschheit stehen.“

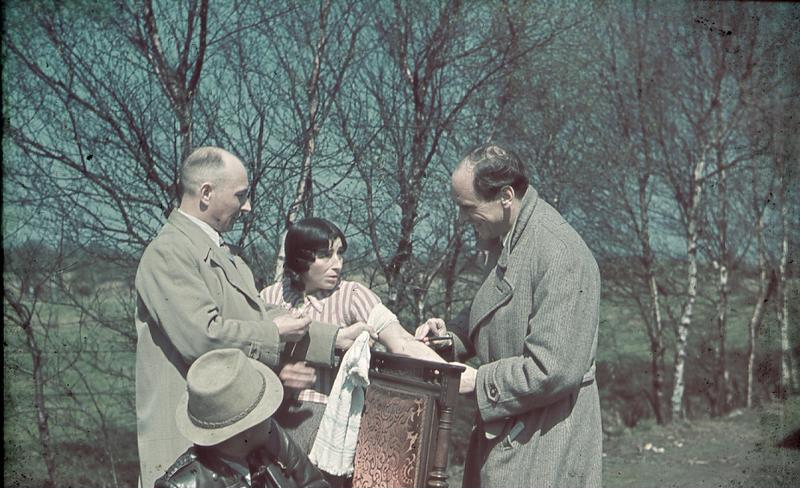
Robert Ritter (rechts) nimmt einer Frau im Freien Blut ab. Bild der RHF (1936)

Im Mittelpunkt des Interesses von Ritter standen „Zigeuner“. Die Kategorie war ethnisch-rassisch definiert und gegen die „deutschblütigen“ Angehörigen der „deutschen Volksgemeinschaft“ abgegrenzt, an deren sozialen Rand die nationalsozialistische Asozialenforschung unter anderem auch Jenische platzierte. Auch sie schätzte Ritter als „minderwertig“ und als Auszusondernde ein, womit er sich jedoch nicht durchsetzte. Ihr Fehlen in späteren Normierungen wird als „fraglos[er] […] Beleg dafür“ gewertet, dass es ihm nicht gelang, „die Gesetzgeber davon zu überzeugen, dass die Jenischen eine relevante rassenhygienische Gruppe und Bedrohung darstellen“.
Ritters Institut begutachtete bis 1945 fast 24.000 Menschen, um sie als „Voll-Zigeuner“, „Zigeuner-Mischling“ oder „Nicht-Zigeuner“ zu klassifizieren. Die „gutachtlichen Äußerungen“ der Forschungsstelle spielten eine wichtige Rolle bei der Entscheidung über eine Sterilisation, nach dem Auschwitz-Erlass über die Deportation in das Vernichtungslager oder auch die Verschonung von Verfolgung.
1940 bekam Ritter einen rassenhygienischen und kriminalbiologischen Lehrauftrag an der Rechts- und Staatswissenschaftlichen Fakultät der Friedrich-Wilhelms-Universität Berlin.
Kurz vor der Mai-Deportation 1940, der ersten großen Deportationswelle aus dem Reich ins besetzte Polen, hielt Ritter in Bremen vor Polizeibeamten einen Vortrag über das „Zigeunerunwesen“ und deutete die bevorstehende Deportation an.
Für die Begutachtung von Jugendlichen, die von der NS-Jugendfürsorge oder der Kriminalpolizei in Jugendkonzentrationslager – im amtlichen Sprachgebrauch euphemistisch als „Jugendschutzlager“ bezeichnet – verbracht wurden, war das von Ritter in Nachfolge Ferdinand von Neureiters ab 1941 geleitete Kriminalbiologische Institut der Sicherheitspolizei im Reichssicherheitshauptamt (RSHA) verantwortlich. Als Psychiater verantwortete Ritter die erbprognostische Begutachtung und Einteilung der jugendlichen Häftlinge im Jugendkonzentrationslager Moringen in 7 „Blöcke“ (B = „Beobachtungsblock“, U = „Untaugliche“, ST = „Störer“, D = „Dauerversager“, G = „Gelegenheitsversager“, F = „fraglich Erziehungsfähige“, E = „Erziehungsfähige“) und besuchte häufiger das Lager. Bei normal- oder überdurchschnittlich begabten Kindern der Sinti oder Roma diagnostizierte Ritter „getarnten Schwachsinn“. Der ST-Block nahm eine Sonderstellung ein, keiner der zahlreichen Besucher des Lagers berichtete über ihn. In ihn wurden von der Geheimen Staatspolizei politische Häftlinge eingewiesen. Von den 1386 Häftlingen, die das Lager durchliefen, starben bis zu seiner Auflösung mindestens 89. Mindestens 14 weitere Todesfälle von wegen Tuberkulose verlegten Häftlingen sind ebenfalls der Lagerhaft geschuldet. Mindestens 22 Häftlinge wurden in der Chirurgie der Göttinger Universitätsklinik zwangssterilisiert. Unter den Häftlingen waren mindestens 90 Jugendliche wegen homosexueller Handlungen interniert worden. Nach Moringer Vorbild wurde 1942 – kriegsbedingt verzögert und mit einem vereinfachten Blocksystem mit drei Blöcken – von Häftlingen des KZ Ravensbrück in dessen Nähe für Mädchen das Jugendkonzentrationslager Uckermark errichtet.
Obwohl Moringen für Himmler der Prototyp für die Umsetzung des geplanten „Gemeinschaftsfremdengesetzes“ war, wurden die sogenannten „Jugendschutzlager“ nicht zur typischen Jugendhilfeinstitution des Nationalsozialismus. Dafür war zum einen ihre Aufnahmekapazität zu gering und ferner waren die Lager selbst unter den Praktikern der Jugendhilfe zu umstritten. Die „Jugendschutzlager“ und damit explizit auch Moringen und Uckermark gelten heute als nationalsozialistische Konzentrationslager. Im Reichssicherheitshauptamt wurde zwischen interner und externer Bezeichnung unterschieden – intern verwendete man die Bezeichnung Jugendkonzentrationslager, was auch der organisatorischen Unterstellung entsprach.
Am 2. September 1941 besichtigte Ritter zusammen mit Eva Justin das Wiener Jugendgefängnis in Kaiser-Ebersdorf; er gehörte dabei zu einer Besichtigungsgruppe des Generalstaatsanwalts Johann Karl Stich.
Ritter förderte Justin nach Kräften auch bei ihrer Doktorarbeit. Ihre mündliche Doktorprüfung fand am 24. März 1943 zwischen 9:15 und 10:15 in Ritters Privatwohnung statt. Ein weiterer Mitarbeiter Ritters, der Begründer der NSDAP-Ortsgruppe Budapest Georg Wagner, der 1942 eine gehäufte Farbenverschiedenheit der Augenpaare bei einer „Zigeunersippe“ festgestellt haben will, wurde 1943 mit Rassenbiologische Beobachtungen an „Zigeunern“ und „Zigeuner-Mischlingen“ promoviert und nach 1945 Landwirt in Süddeutschland.
Ab Sommer 1943 verlagerte Ritter wegen der Luftangriffe der Alliierten auf Berlin die RHF und das KBI an verschiedene Standorte in Mecklenburg, Bayern, Württemberg, im Hannoverschen und dem Sudetenland. Im Januar 1944 waren der Umzug vollzogen und die Arbeitsfähigkeit wieder voll hergestellt. Ritter selbst siedelte nach Mariaberg um, wohin er neben Akten auch seine Bibliothek überführte. Das KBI wie auch die Reichszentrale zur Bekämpfung des Zigeunerunwesens wurden auf das Gelände der Sicherheitspolizeischule Drögen in Fürstenberg/Havel verlagert. Die unweit des KZ Ravensbrück gelegene Führerschule besaß ein eigenes Außenlager des KZ-Ravensbrück, und das Jugendkonzentrationslager Uckermark lag ebenfalls in unmittelbarer Nähe.
Mitte 1944 wurde Ritter zum Regierungsrat befördert.

### Nach 1945
Bei Kriegsende lebte Ritter mit Eva Justin und Helene Bremer in der evangelischen Heil- und Pflegeanstalt in Mariaberg. Beim Versuch, neuer Leiter der Anstalt zu werden, erwähnte Ritter gegenüber den Besatzungsbehörden die NSDAP-Mitgliedschaft und „Dickköpfigkeit“ der alten Anstaltsleitung und die Verstrickung der Inneren Mission in NS-Aktionen. Auch aus Mariaberg wurden Patienten zur Zwangssterilisation vorgeschlagen oder in die nahe gelegene Tötungsanstalt Grafeneck verlegt. Erfolg hatte er mit dieser Strategie nicht: Anfang August 1946 verließ Ritter gemeinsam mit Justin bei „Nacht und Nebel“ Mariaberg. Er kam so einer Kündigung aufgrund des Dauerkonflikts mit der Anstaltsleitung zuvor. Ab Mitte 1946 sammelte er systematisch „Persilscheine“.
Auch sein Plan, eine Professur an der Universität Tübingen zu erhalten, zerschlug sich, nachdem Otto Kirchheimer das Tübinger Rektorat unter Theodor Steinbüchel am 15. Februar 1946 schriftlich darüber informiert hatte, dass Ritter an der Judengesetzgebung des Nationalsozialismus maßgeblich beteiligt gewesen war und dass er „in Zusammenarbeit mit der Gestapo ständigen Zutritt zu KZs und Einfluss auf die Verwendung der Häftlinge gehabt“ habe. Kirchheimer wies darauf hin, dass Ritter in Bezug auf „Zigeuner“ eine „intellektuelle Stütze der Nazi-Ideologie“ gewesen sei, was einer besonderen Prüfung bedürfe. Teilweise erfolgreich war Ritter bei seinen Bemühungen in Frankfurt am Main. Dort leitete er ab 1947 die „Fürsorgestelle für Gemüts- und Nervenkranke“ sowie die Jugendpsychiatrie der Stadt. Seine Assistentin Eva Justin war ab 1948 wiederum seine Untergebene. Er erhoffte sich außerdem aufgrund seiner Kontakte zu Otmar von Verschuer eine Tätigkeit an der Universität. Verschuer, der Frankfurter Doktorvater von Josef Mengele, konnte selbst keine Anstellung an der Frankfurter Uni finden.
1947 erschien eine Publikation Analysis of Nazi Criminal Organisations, in der Ritter als SS-Obersturmbannführer geführt wird. Im Dezember 1947 wurde Ritter von einem Privatdetektiv im Auftrag von Oskar Rose, einem in Heidelberg lebenden Überlebenden des Porajmos, in Frankfurt aufgespürt. 1948 erstattete das Staatskommissariat für rassisch, religiös und politisch Verfolgte in München Anzeige gegen Ritter in Frankfurt. Das Staatskommissariat wurde von Philipp Auerbach geleitet. Die Anzeige stützte sich unter anderem auf Aussagen von Robert Adler, Oskar Rose und seinen Bruder Vincent Rose sowie Mitgliedern der Familie Bamberger. 1947/48 versuchten namhafte Medizinprofessoren gegen die Veröffentlichung Medizin ohne Menschlichkeit von Alexander Mitscherlich und Fred Mielke, die den Nürnberger Ärzteprozess dokumentiert, vorzugehen. Unter den Klägern war auch Ferdinand Sauerbruch, der der verantwortliche Gutachter der DFG bei Ritters Anträgen auf Förderung war.
Der Minister für politische Befreiung des Hessischen Staatsministeriums Gottlob Binder teilte im Januar 1949 dem Personaldezernenten des Stadtgesundheitsamts mit, dass gegen Ritter ein Verfahren wegen der Fehlangaben bei der Entnazifizierung anhängig sei. So habe er u. a. seine Zugehörigkeit zur SS unterschlagen. Ritter wurde zur Vernehmung in die Staatskanzlei geladen und verwies auf seinen Entnazifizierungsbescheid aus der französischen Besatzungszone und seine Persilscheine. Die Beweislage bei formalen Mitgliedschaften Ritters war dünn. Der Historiker Joachim S. Hohmann schreibt, dass Ritter aufgrund eines ihm vorliegenden Dokumentes am 26. Juli 1934 in die NSDAP eintrat und 1936 der Beitritt in die SS folgte. Daneben sei er HJ-Stammführer und Angehöriger der NSDAP-Jugendführung gewesen. Die Ermittlungen des Ministers liefen ins Leere.
Ritter baute bei seiner Verteidigung im Ermittlungsverfahren der Staatsanwaltschaft auf zwei Hauptlinien: Zum einen seien seine wissenschaftlichen Forschungen „fundiert“, zum anderen seien die Zeugen „asoziale Elemente und zu jeder Unwahrheit der Darstellung bereit und in der Lage, wenn es sich darum handle, Rache zu üben.“ Zu seiner Entlastung legte er der Staatsanwaltschaft von der RHF erstellte Stammbäume und andere Unterlagen über die Zeugen vor. Für das Verfahren wurden 60 Personen richterlich vernommen, von Ritter wurden 39 eidesstattliche Erklärungen – also Persilscheine – vorgelegt, die er teilweise schon für sein Entnazifizierungsverfahren und seine Bewerbungen genutzt hatte. Eine zentrale Rolle bei der Beschaffung der Persilscheine kam Paul Wiedel, vormals Vizepräsident des Reichsgesundheitsamtes, zu. Unter diesen Leumundszeugen waren einige Untergebene Ritters aus der RHF, weiterhin Gerhard Nauck, vormals im RSHA auch für die Verfolgung von Roma verantwortlich, Max Hagemann, der Leiter der Kriminalabteilung des Polizeipräsidiums Stuttgart, aus dem Umfeld des „Jugendschutzlagers Moringen“ die Volkspflegerin Gudrun Nell, ein Landgerichtsrat, der bis April 1945 Mitglied der Jugendstrafkammer in Göttingen war und das Lager kannte, der Lagerarzt Otto Wolter-Pecksen, die Reichsgesundheitsamtsmitarbeiterin Cecilie Schulte, die Fürsorgerin im Reichsgesundheitsamt Charlotte Schirmer, Helene Bremer sowie der stellvertretende Leiter der Anstalt Mariaberg Paul Walter, weiterhin Geistliche und Vertreter kirchlicher Institutionen, wie der Tübinger Stadtpfarrer Walter Schaal, der sich zur Bekennenden Kirche rechnete, Kaplan Wilhelm Mayer, der Häftling in Dachau gewesen war, der katholische Pfarrer Emil Dimmler und drei Diakonissen, die zu Ritters Tübinger Oberarztzeiten Pflegeschwestern im Klinischen Jugendheim waren. Ritter verfasste im Gegenzug ebenfalls freundliche Schreiben für NS-Täter. 1950 erschien im Spiegel eine apologetische Artikelserie über die Polizei im NS-Staat, in der mehrere lange Zitate aus einem Leumundszeugnis Ritters für Arthur Nebe genutzt wurden. Der Spiegel-Autor war Bernhard Wehner, ehemaliger Leiter der „Reichszentrale zur Ermittlung von Kapitalverbrechen“ im Amt V des RSHA.
Das Ermittlungsverfahren wurde am 28. August 1950 eingestellt. Der Frankfurter Oberstaatsanwalt Hans-Krafft Kosterlitz stellte in seiner Einstellungsverfügung fest, Ritter habe „sowohl den nazistischen Rasse-Doktrinen als auch der Anwendung irgendwelcher Gewaltmaßnahmen ablehnend gegenübergestanden“. Weiterhin konstatierte Kosterlitz: „[Es] erhebt sich die Hauptfrage, ob und inwieweit überhaupt den Darstellungen der Zeugen zu glauben ist. Es handelt sich um die grundsätzliche Frage, ob und inwieweit Aussagen von Zigeunern zur Grundlage richterlicher Überzeugungen gemacht werden können.“ Kosterlitz sah auch die Mitgliedschaft in NS-Organisationen als unbelegt an.
Ende Mai 1948 wurde Ritter von der Stadt rückwirkend zum 1. April zum Obermedizinalrat befördert. Während der umstrittenen Frankfurter Homosexuellenprozesse fertigte er ein Gutachten über den Stricher und Kronzeugen der Frankfurter Staatsanwaltschaft Otto Blankenstein an, das im Rahmen von wochenlangen Erhebungen zustande gekommen war und welches Kosterlitz als Strafverfolger diskreditierte, obwohl ihn dieser mit dem Gutachten selbst beauftragt hatte. Krankheitsbedingt konnte Ritter in dieser Zeit kaum arbeiten. 1950 hatte er so über 100 Fehltage wegen Krankheit, 1951 waren es 55. Die Stadt kündigte ihm mit der Begründung dauerhafter Arbeitsunfähigkeit vier Tage vor seinem Tod. Ritter starb in der Nervenklinik Hohemark nahe Oberursel während seines fünften Aufenthaltes.

### Privates
Ritter war verheiratet, seine beiden Töchter wurden 1931 und 1934 geboren.

## Nachleben, historische Bewertung
Die Nachwirkungen der von Ritter betriebenen Kriminalbiologie bestehen auch in den Akten über die Opfer, die erst sehr spät an das Bundesarchiv übergeben wurden. Wie Ritter bei seinem Frankfurter Prozess darlegte, hatten er und später andere Schreibtischtäter Zugriff auf diese Akten, um die Informationen nach eigenem Gutdünken zu verwenden.
Auch die Personenakten aus dem Jugend-KZ Moringen überlebten den Krieg; sie fanden sich im westdeutschen Bundeskriminalamt, wo Mitte der sechziger Jahre überlegt wurde, eine Langzeitstudie zur Jugendkriminalität darauf aufzubauen.
Hermann Arnold ist wohl Ritters wissenschaftlicher „Haupterbe“ (Hohmann). Von den 1950er bis Mitte der 1970er Jahre nutzte er in zahlreichen Publikationen die Veröffentlichungen und Aktenreste Ritters. In Vaganten, Komödianten, Fieranten, und Briganten. Untersuchungen zum Vagantenproblem an vagierenden Bevölkerungsgruppen vorwiegend der Pfalz (1958), zu dem Otmar Freiherr von Verschuer das Vorwort schrieb, sind Ritter und weitere Mitarbeiter der RHF bereits im Vorwort als eine bedeutende Quelle angegeben, in deren Tradition sich Arnold stellt; er zitiert Ritter wörtlich, ohne dies allerdings auszuweisen. Arnolds Publikation Bevölkerungsbiologische Beobachtungen an Sippenwanderern von 1960 fußte teilweise auf Ritters Ein Menschenschlag von 1937, der Aufsatz Zur Frage der Fruchtbarkeit von Zigeunern, Zigeunermischlingsgruppen und anderen sozialen Isolaten (1967) wertete neben weiteren Publikationen aus der NS-Zeit auch unveröffentlichte Genealogien der RHF aus.

In Arnolds bekanntestem Buch Die Zigeuner von 1965 schreibt er in Bezug auf die NS-Verfolgung in einer Fußnote: 

„Es ist behauptet worden, die Arbeitsgruppe Robert Ritters sei der Motor der Zigeunerverfolgung des Dritten Reiches gewesen. Äußerungen Ritters in Vorträgen usw. (sic!) lassen jedoch erkennen, daß er den Zigeunern freundlich gesinnt war. Die ‚stammechten‘ Sinte genossen seine Zuneigung. […] Ritter dachte kriminalanthropologisch und -politisch nicht ‚rassistisch‘. Er war überzeugt, daß die ungenügende soziale Anpassung der Zigeunermischlinge erblich bedingt sei: nicht wegen schlechten Anlagen seitens der Zigeunervorfahren, sondern von den deutschen Ahnen her! Er mochte auch gehofft haben, die Stammzigeuner dem Zugriff der Kriminalpolitik zu entziehen, wenn er die Mischlinge Preis gebe. Die Vernichtung der Zigeuner in KZ haben Ritter und seine Mitarbeiter nicht gewollt, dies ist durch Strafverfolgungsbehörden mehrfach festgestellt worden.“

Fast zeitgleich zu Arnolds bekanntestem Buch erschien 1964 in der Schriftenreihe der Deutschen Kriminologischen Gesellschaft, herausgegeben von Armand Mergen, die Dissertation von Hans-Joachim Döring über Die Zigeuner im nationalsozialistischen Staat. Darin hält es Döring zwar für unzweifelhaft, dass die „rassenbiologischen Gutachten“ Ritters die Grundlage für viele Maßnahmen des NS-Staates und nicht zuletzt des Auschwitz-Erlasses gewesen seien, aber Ritter habe diese Entwicklung weder gewollt noch bis 1940 vorhergesehen, vielmehr „neigen wir zu der Ansicht, daß die Untersuchungsergebnisse der Forschungsstelle Differenzierungen zur Folge hatten, die die Sterilisation und die Vernichtung eines großen Teils der Zigeuner verzögert haben, wofür z. B. die beabsichtigte Freizügigkeit für die anerkannten Sinte- und Lalleri-Zigeuner sprechen.“ Dörings Beurteilung beruht auf den Unterlagen des Verfahrens gegen Ritter.
Obwohl die Deutungen von Arnold und Döring für diese Zeit die vorherrschende Meinung darstellen, finden sich auch Veröffentlichungen, die Ritters Rolle aktiver und weitreichender beschreiben. Im April 1963 beschreibt Der Spiegel in einem Artikel über einen Wiedergutmachungsfall Ritter als Zentralfigur der NS-Zigeunerverfolgung.

### Wissenschaftliche und mediale Rezeption nach 1980
Etwa ab 1980 lässt sich ein grundlegender Wandel in der medialen und wissenschaftlichen Wertung Ritters feststellen. 1984 erschien Tödliche Wissenschaft. Die Aussonderung von Juden, Zigeunern und Geisteskranken von Benno Müller-Hill in Erstauflage. In diesem Buch wird Ritter auf zahlreichen Seiten als Täter dargestellt, auch auf die Förderung seiner Arbeit durch die DFG hingewiesen und ein Mitarbeiter Ritters kritisch interviewt, eine weitere Mitarbeiterin verweigerte den Abdruck des geführten Interviews. Joachim S. Hohmann veröffentlichte 1991 Teile seiner Habilitation „Robert Ritter und die Erben der Kriminalbiologie“, darin wird sehr breit die Arbeit der RHF und ihre Nachwirkungen ausgebreitet, Grundlage sind auch die Akten zahlreicher Prozesse, die Selbstdarstellungen der Täter werden anonymisiert umfangreich kritisch wiedergegeben und ausgewertet. 1994 schiebt Hohmann eine kleine Veröffentlichung zur Entnazifizierung Ritters nach. 2008 folgte die biografische Dissertation Robert Ritter 1901–1951. Zu Leben und Werk des NS-„Zigeunerforschers“ von Tobias Joachim Schmidt-Degenhard in Tübingen, dem alten Wirkungsort Ritters. Alle diese Veröffentlichungen zeigen, dass Ritter als Leiter der RHF einer der bedeutenden Schreibtischtäter des Porajmos ist.
Einen weiteren Beitrag zur Neubewertung der Person Ritters als NS-Täter auch im Bezug auf weitere Opfergruppen leisteten Arbeiten zur regionalen Geschichte von Konzentrationslagern wie Moringen und Uckermark, regionalen Zigeunerzwangslagern etwa durch Frank Sparing, Karola Fings, Michail Krausnick und die neuere Geschichtsschreibung zu „Asozialen“ und der Jugendfürsorge im Nationalsozialismus.
Ernst Klee kritisiert, dass Notker Hammerstein 1999 im Namen der DFG in seinem Buch Die Deutsche Forschungsgemeinschaft in der Weimarer Republik und im Dritten Reich eine „Auftragsarbeit“ geliefert habe, in der der „Versuch der Reinwäsche“ unternommen worden sei. Klee meint, darin werde Ritters Tun zur „allgemeinmedizinischen Forschung“ erhoben und die Handlanger von Auschwitz und Hadamar in den Dunstkreis von Für- und Vorsorge gerückt.
Völlig zur anrüchigen Minderheitenposition wurde die positive Wertung Ritters durch Hermann Arnold. Die beiden letzten Schriften Arnolds zum Thema Die NS-Zigeunerverfolgung. Ihre Ausdeutung und Ausbeutung. Fakten – Mythos – Agitation – Kommerz (1988) und Der „Sinti und Roma“-Schwindel (2004), in denen er weiterhin Ritters Selbstentlastung übernahm, fanden keinen Verleger, sie erschienen im Selbstverlag. Nahezu einhellig wird Ritter mittlerweile in der historischen Forschung als „hauptverantwortlicher Vordenker und Mittäter“ des Porajmos eingestuft.

## Schriften
- Das geschlechtliche Problem in der Erziehung. Versuch einer Sexualpädagogik auf psychologischer Grundlage. Reinhardt, München 1928 (Zugleich Dissertation im Fach Psychologie).
- Zur Frage der Vererbung der allergischen Diathese. In: Archiv für Rassen- und Gesellschaftsbiologie. Bd. 30, 1936, Heft 4, S. 289–303 (Zugleich Medizinische Dissertation).
- Ein Menschenschlag. Erbärztliche und erbgeschichtliche Untersuchungen über die – durch 10 Geschlechterfolgen erforschten – Nachkommen von „Vagabunden, Jaunern und Räubern“. Thieme, Leipzig 1937 (Zugleich Medizinische Habilitationsschrift; Digitalisat).
- Das kriminalbiologische Institut der Sicherheitspolizei. In: Kriminalistik. Bd. 16, 1942, Heft 11, S. 117–119.